# Delporte (cràter)

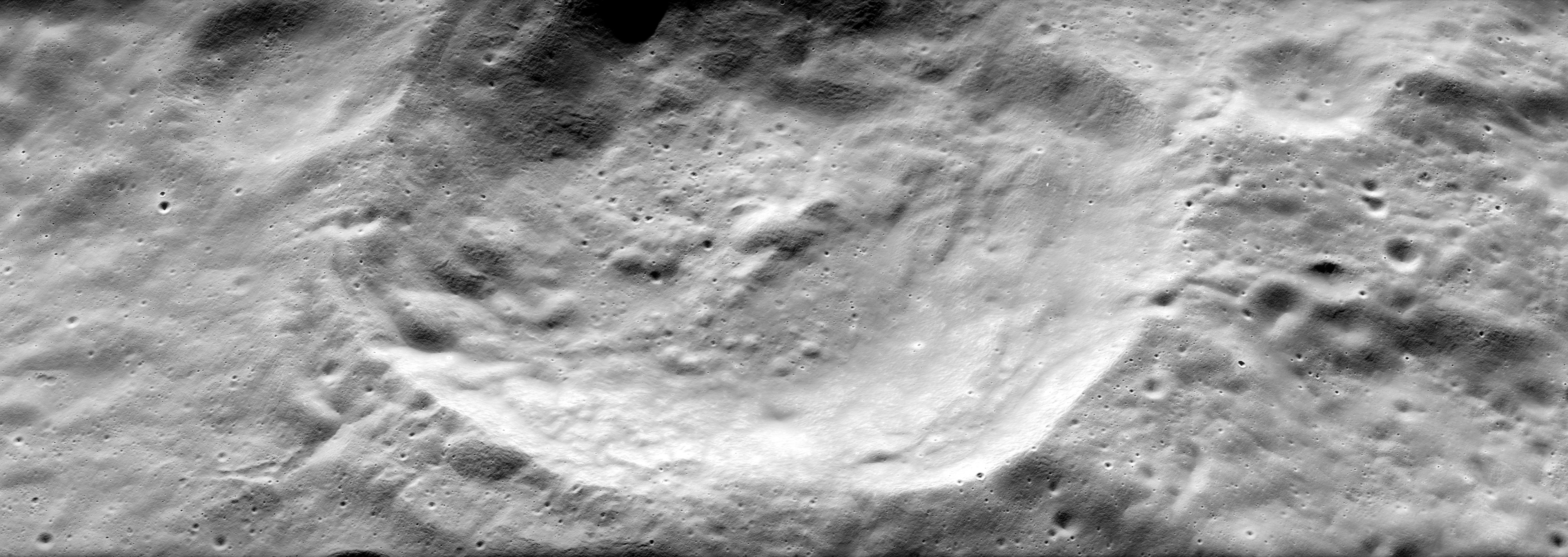
Fotografia de la missió Apol·lo 15

Delporte és un cràter d'impacte situat en la cara oculta de la Lluna. Recobreix part del bord nord-oest de l'enorme plana emmurallada del cràter Fermi, i el cràter Litke se situa molt proper a la vora suroriental.
El brocal d'aquest cràter està erosionat només marginalment, encara que no és del tot circular i la vora és una mica desigual. Presenta una terrassa al llarg de la paret interior nord. En el punt central apareix una cresta central que s'estén cap al nord.

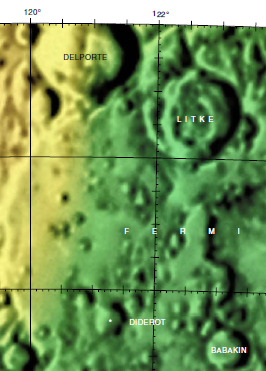
Localització de Delporte